# IZArc
IZArc — бесплатный файловый архиватор, работающий в среде Microsoft Windows. Поддерживает большое количество форматов сжатия и умеет работать с образами дисков.
Некоторые версии IZArc включали в свой инсталлятор рекламное (рекомендательное) ПО OpenCandy, но, по заявлению автора, современные версии более не содержат подобных нежелательных дополнений.

## Форматы
IZArc полностью поддерживает форматы сжатия 7-ZIP, BH, BZA, CAB, JAR, LHA, YZ1, ZIP, а также следующие типы файлов на открытие и разархивирование: A, ACE, ARC, ARJ, B64, BIN, BZ2, C2D, CDI, CPIO, DEB, ENC, GCA, GZ, GZA, HA, IMG, ISO, LIB, LZH, MBF, MDF, MIM, NRG, PAK, PDI, PK3, RAR, RPM, TAR, TAZ, TBZ, TGZ, TZ, UUE, WAR, XXE, Z, ZOO.

## Возможности
Основные возможности и особенности IZArc:
- Поддержка образов диска (ISO, BIN, MDF, NRG, IMG, C2D, PDI, CDI)
- Поддержка кириллицы в RAR-архивах
- Преобразование архивов и образов дисков
- Поддержка многотомных архивов
- Создание самораспаковывающихся архивов
- Преобразование самораспаковывающихся архивов в обычные
- Восстановление поврежденных архивов
- Шифрование c использованием 256-битного ключа AES
- Интеграция в контекстное меню Проводника Windows
- Поддержка автоматического сканирования на вирусы с использованием антивирусов
- Поддержка различных языков интерфейса, в том числе русского.